# Johannes Heinsius (Gouverneur)
Johannes Heinsius († April 1680 in Suriname) war ein Gouverneur von Suriname.

## Leben
Obwohl seine Amtszeit von Dezember 1678 bis zu seinem Tod im April 1680 nur knapp 1½ Jahre dauerte, war sein Einfluss auf die Geschicke der Kolonie in den kritischen Jahren 1679 und 1680 recht groß. Bei seiner Ankunft traf er in Suriname ein großes Chaos an. Die Autoritäten waren bereits an Bord von Schiffen auf dem Suriname, geflüchtet aus Angst vor Überfällen von Arawaken und Kariben. Zu dieser Zeit waren durch den Wegzug der meisten englischen Siedler auf die Karibikinseln Barbados, Jamaika und Antigua nur noch rund 400 Kolonisten und ca. 30 Soldaten in Suriname.
Heinsius war jedoch nicht unerfahren im Umgang mit dieser Situation. Während seiner Amtszeit in Niederländisch-Brasilien hatte er bereits Erfahrungen im Kampf gegen die Rückeroberung der Kolonie durch die Portugiesen im Verbund mit Einheimischen sammeln können. In wenigen Wochen wusste er die strategischen Punkte, nämlich Paramaribo, Fort Zeelandia und Torarica zu sichern und den Aufständischen mit einer kleinen militärischen Macht zu widerstehen. Als die lang erhoffte Hilfe aus der Republik ausblieb, bekam er jedoch Probleme, die Widerstandskraft gegen die Überfälle aufrechtzuerhalten. Um die Gefahr abzuwehren, unternahm er Erkundungsexpeditionen an den Corantijn und Marowijne, um die Flanken der Kolonie unter seinen Einfluss zu bekommen und um die dort siedelnden Einheimischen zu seinen Bundesgenossen zu machen. Durch diese Strategie konnten sich die Kolonisten letztlich gegen die Aufständischen durchsetzen. Es sollte jedoch bis 1686 dauern, ehe der Gouverneur und Miteigentümer von Suriname, Cornelis van Aerssen van Sommelsdijk mit den letzten Gruppen der streitbaren Kariben einen dauerhaften Frieden aushandeln konnte.